# Рогов, Геннадий Маркелович
Генна́дий  Марке́лович Ро́гов (род. 7 апреля 1930 года, село Нижний Имек в Таштыпском районе Хакасского округа Сибирского края — 7 октября 2008 года) — президент и заслуженный профессор Томского государственного  архитектурно-строительного университета, профессор кафедры гидрогеологии и инженерной геологии, Заслуженный деятель науки и техники РФ, Почётный строитель России.
.

## Биография
Геннадий  Маркелович Рогов родился в крестьянской семье 7 апреля 1930 года в селе Нижний Имек в Таштыпском районе Хакасского округа Сибирского края:
- 1948 год — окончил таштыпскую среднюю школу;
  - В этом же году поступил на геологоразведочный факультет в ТПИ; специальность «Гидрогеология и инженерная геология»;
  - 1953 год — окончил данный вуз с отличием;
- 1953—1959 годы — ассистент кафедры гидрогеологии и инженерной геологии ТПИ;
- 1959 год — защитил кандидатскую диссертацию;
- 1959—1961 годы — старший преподаватель этой же кафедры;
- 1961—1968 годы — доцент, старший научный сотрудник, заведующий кафедрой;
- 1967 год — защитил докторскую диссертацию;
- 1967—1968 годы — декан геологоразведочного факультета ТПИ;
- 1969 год — профессор Томского инженерно-строительного института;
- с 18 мая 1968 года по май 2005 года — ректор вуза, известного как:
  - Томский инженерно-строительный институт (до 1993 года);
  - Томская государственная архитектурно-строительная академия (1993—1997 годы);
  - Томский государственный архитектурно-строительный университет (с 1997 года);
- С мая 2005 года по октябрь 2008 года — президент Томского государственного  архитектурно-строительного университета, заведующий кафедрой гидрогеоэкологии и водохозяйственной деятельности;
  - Тогда же: директор Института независимых экспертиз и исследований ТГАСУ.

Геннадий Маркелович скончался на 78-м году жизни после продолжительной болезни.

## Научная и общественная деятельность

### Педагогическая деятельность
Геннадий Маркелович читал курсы лекций В ТПИ для студентов геологоразведочного и горного факультетов;
- «Общая гидрогеология»;
- «Методика гидрогеологических исследований»;
- «Экономика и организация гидрогеологических и инженерно-геологических работ»;
- «Гидрогеология месторождений полезных ископаемых»;
- «Региональная гидрогеология».

### Общественная деятельность
Геннадий Маркелович Рогов участвовал в работе:
- 1984 год — ХХVII Международного геологического конгресса,
- Международных съездов гидрогеологов:
  - в Киеве,
  - в Ереване.
- С 1990 года он – председатель Совета ректоров вузов Томской области;
- 1992 год — был избран вице-президентом Российского Союза ректоров на 1 съезде ректоров России.

Геннадий Маркелович принимал активное участие в работе государственных муниципальных и общеобразовательных органов власти; он был:
- 1971-1981 — членом бюро Ленинского и Октябрьского районных комитетов КПСС;
- 1984-1991 — Томского областного комитета КПСС,
- 1987-1991 — депутатом:
  - Томского совета,
  - Ленинского и Октябрьского районных советов,
- Членом Республиканского и областного комитетов профсоюзов работников образования;

Он участвовал в работе:
- 1987 год —  XVIII съезда профсоюзов СССР,
- 1988 год —  ХIХ Всесоюзной конференции КПСС.

Также  Геннадий Маркелович был членом коллегии администрации Томской области.

## Награды
- Заслуженный профессор Томского государственного  архитектурно-строительного университета
- Заслуженный деятель науки и техники РФ,
- Почётный строитель России.
- Почётный член Российской академии архитектуры и строительных наук[7].

Ордена:
- 1971 — Орден Трудового Красного Знамени;
- 1976 — Орден «Знак Почёта»;
- 1981 — Орден «Знак Почета»;
- 2000 — Орден Почёта;

Медали:
- 1970 — «За доблестный труд. В ознаменование 100-летия со дня рождения В.И. Ленина»,
- 1986 — «Ветеран труда».
- Медаль «400 лет городу Томску».
- Знак отличия «За заслуги перед Томской областью».

Кроме того, Г. М. Рогов был удостоен и других наград и званий.

## Память
В 2015 году в ТГАСУ была открыта мемориальная доска в память о Геннадии Маркеловиче Рогове.